# Bremer Heerstraße

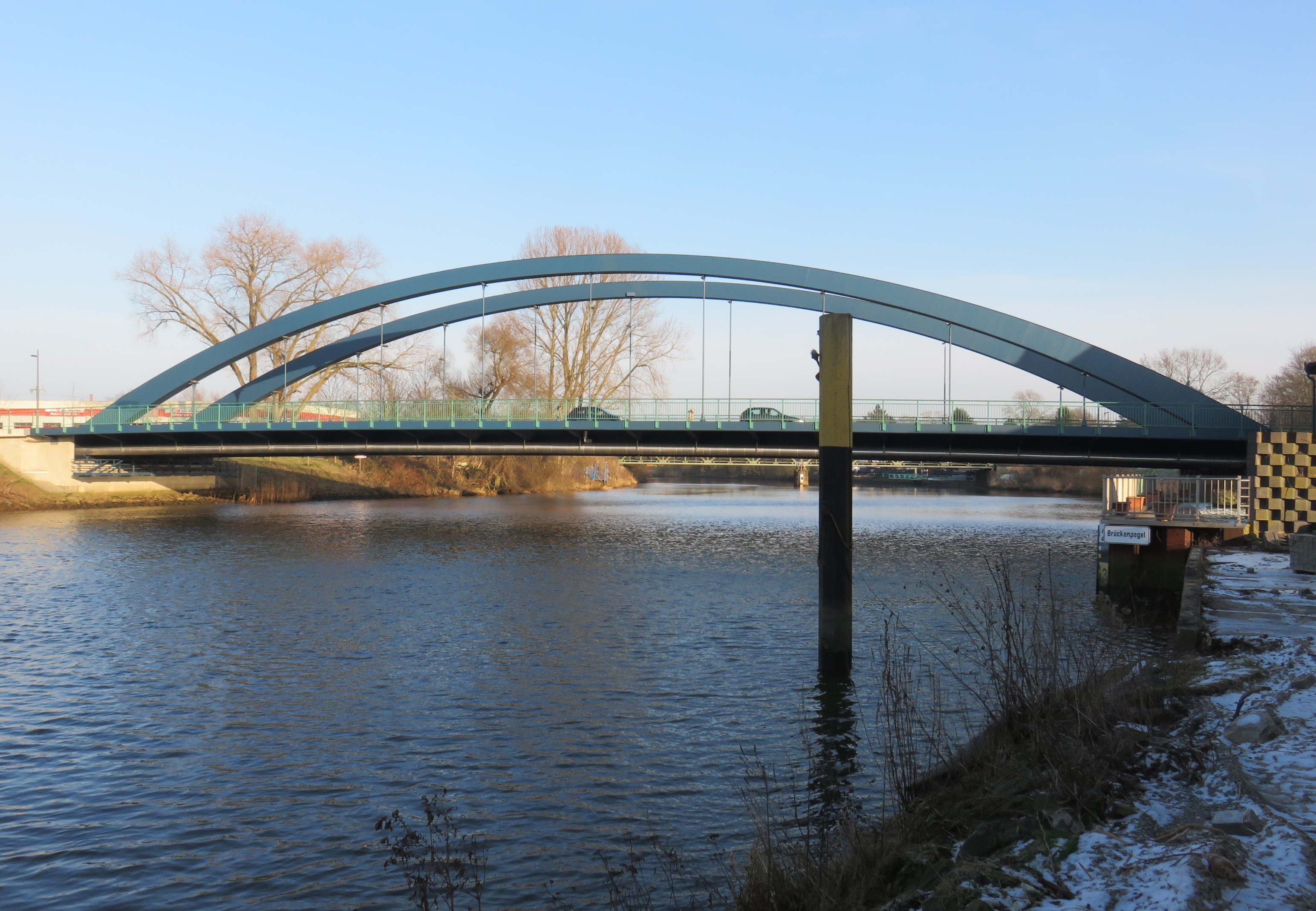
Neue Lesumbrücke von 2013

Die Bremer Heerstraße ist eine historische Straße in Bremen im Stadtteil Burglesum, Ortsteil Burgdamm. Sie führt in Nord-Süd-Richtung ab der Stadt London genannten Kreuzung mit Hindenburgstraße und Stader Landstraße den Verlauf der Bremerhavener Heerstraße bis zur Lesumbrücke fort.
Die Querstraßen wurden u. a. benannt als Hindenburgstraße nach Paul von Hindenburg, Am Burger Bahnhof führt zum Bahnhof Bremen-Burg, der entgegen der Namensgebung im Ortsteil Burgdamm liegt. Die Stader Landstraße gehört wie die Hindenburgstraße zum alten Verlauf der Bundesstraße 74, einer alten Heerstraße zwischen Vegesack und Stade. Der Steindamm zeigt den Verlauf des 1388 als Damm aufgeschütteten und gepflasterten Weges von der Lesumbrücke bei Burg nach Marßel. Dieser Borchdamm gab dem Ort den Namen. Der Deichweg ist ein Fuß- und Fahrradweg westlich in Höhe Steindamm, der auf dem Lesumdeich in den Ortsteil Lesum führt, einerseits bis nach Am Lesumer Hafen sowie weiter als Admiral-Brommy-Weg/Am Wasser nach Vegesack, andererseits mit einem Abzweig in nördlicher Richtung direkt in den alten Lesumer Ortskern.

## Geschichte

### Name
Die Bremer Heerstraße wurde nach der Hansestadt Bremen benannt, zu der sie führt. Nach der Bildung der Gemeinde Lesum erhielten die Bremer Heerstraße und die Bremerhavener Heerstraße 1939 ihre Namen anstelle der Bezeichnung Reichsstraße 6. In Bremen und Umzu wurden viele Heerstraßen nach 1800 gebaut oder Chausseen als Heerstraßen benannt (siehe Bremer Straßen).

### Entwicklung
Burgdamm (Borchdamm upen damm) war der 1388 gebaute Damm nördlich der Lesum, der vom Geestrand durch das Niederungsgebiet bis zur Lesumbrücke führte, wo auf der anderen Lesumseite die Burg (Borch) der Bremer lag.

Die zuvor preußische Siedlung hatte 1821 nur 61 Einwohner, wurde 1860 eine Gemeinde, 1936 in die Gemeinde Lesum und 1939 dadurch in die Stadt Bremen eingegliedert.
Zwischen der Autobahn A 27 und der westlichen Bremer Heerstraße liegt ein vorwiegend durch ältere Bebauung geprägtes Gebiet, das 1905 1.560 Einwohner hatte.

### Verkehr
Die Bremer- und Bremerhavener Heerstraße waren ab 1936 Teil der Reichsstraße 6 bzw. Bundesstraße 6. Sie waren lange Zeit die dominierenden Straßen, die von Norden nach Bremen hineinführten. Durch die Autobahn A 27 (auch Blocklandautobahn genannt) wurde sie in den 1970er Jahren als Bundesstraße ersetzt. Die Straßen sind derzeit im LKW-Führungsnetz als „für den Lkw-Verkehr empfohlene Hauptverkehrsstraßen“ gekennzeichnet.
Im Nahverkehr in Bremen verkehrt auf der Bremer Heerstraße die Buslinie 90 (Gröpelingen – Neuenkirchen), 91 und 92 (Gröpelingen – Rönnebeck), 93 (Gröpelingen–Marßel), 94 (Marßel–Schwanewede) und 95 (Gröpelingen–Bockhorn) sowie die Nachtlinie N7 (Hauptbahnhof–Neuenkirchen).
Im Bahnhof Bremen-Burg zweigt die Bahnstrecke Bremen-Burg–Bremen-Vegesack von der Bahnstrecke Wunstorf–Bremerhaven Seehafen ab. Im Personenverkehr wird er von den Regio-S-Bahn-Linien RS 1 (Verden–Bremen–Farge) und RS 2 (Twistringen–Bremen–Bremerhaven Lehe) bedient. Der Bahnhof ist ein wichtiger Knotenpunkt zwischen dem Bahnverkehr und den direkt benachbart haltenden Buslinien.
In das Umland fahren die Buslinien 660 (Bremen Hbf – Bremen – Burg – Garlstedt – Hagen im Bremischen) und 680 (Bremen – Gröpelingen – Bremen-Burg – Ritterhude – Osterholz-Scharmbeck – Hambergen – Vollersode).

## Gebäude und Anlagen
An der Straße befinden sich zumeist ein- bis dreigeschossige Gebäude die Wohnhäuser, Geschäftshäuser und Gewerbegebäude sind.
Erwähnenswerte Gebäude und Anlagen
- Von der Lesum/Am Steindamm bis Nr. 22 ein- bis zweigesch. Gewerbebetriebe
- ab Nr. 22 bis 30, Westseite: Landwirtschaftlich genutzte Flächen und Kleingärten
- Am Burger Bahnhof: Bahnhof Burg mit den S-Bahnlinien RS 1 (Bremen-Farge–Verden) und RS 2 (Bremerhaven–Twistringen).
- Brücke über die Bahnstrecke Richtung Vegesack
- Nr. 30: 1-gesch. AWO-Jugendzentrum
- Nr. 51: 2-gesch. Geschäfts- und Wohnhaus als Gaststätte